# Marcela Barrozo
Marcela de Sousa Barrozo (Niterói, 21 de janeiro de 1992) é uma atriz brasileira.

## Filmografia

### Cinema
| Ano  | Título                      | Personagem      |
| ---- | --------------------------- | --------------- |
| 2010 | Desenrola                   | Jurema          |
| 2013 | Odeio o Dia dos Namorados   | Débora (jovem)  |
| 2016 | Os Dez Mandamentos: O Filme | Betânia Arthena |

### Televisão
| Ano     | Título                | Personagem                             | Notas                                         |
| ------- | --------------------- | -------------------------------------- | --------------------------------------------- |
| 2000    | Laços de Família      | Criança no pet shop                    | Participação especial                         |
| 2002    | Sabor da Paixão       | Madona                                 |                                               |
| 2003    | Chocolate com Pimenta | Estela Albuquerque (Estelinha)         |                                               |
| 2004    | Senhora do Destino    | Bianca Ferreira da Silva               |                                               |
| 2005–07 | Os Amadores           | Maria                                  | Especiais de fim de ano                       |
| 2006    | JK                    | Naná Kubitschek (criança)              | Episódios: "3–4 de janeiro"                   |
| 2006    | Malhação              | Antônia Valença                        | Temporada 13                                  |
| 2007    | Duas Caras            | Ramona Monteiro Duarte                 |                                               |
| 2009    | Bela, a Feia          | Ludmila Freitas                        |                                               |
| 2011    | Vidas em Jogo         | Ana Cláudia Silveira Magalhães (Cacau) |                                               |
| 2013    | José do Egito         | Diná (jovem)                           | Episódio: "30 de janeiro"                     |
| 2013    | Pecado Mortal         | Stella Nolasco (jovem)                 | Episódio: "25 de setembro"                    |
| 2014    | Milagres de Jesus     | Nara                                   | Episódio: "A Cura do Paralítico de Cafarnaum" |
| 2015    | Os Dez Mandamentos    | Betânia Arthena                        |                                               |
| 2021    | Gênesis               | Uriala                                 | Fase: Jornada de Abraão                       |

## Teatro
| Ano  | Título                    | Personagem         |
| ---- | ------------------------- | ------------------ |
| 2001 | Severina                  | Nena               |
| 2004 | Adolescente Faz Cada Uuma | Vários personagens |
| 2005 | O Rapto das Cebolinhas    | Lúcia              |

## Premios e indicações
| Ano  | Prêmio             | Categoria          | Ref.  |
| ---- | ------------------ | ------------------ | ----- |
| 2004 | Melhores do Ano    | Melhor Atriz Mirim | [ 5 ] |
| 2005 | Prêmio Contigo     | Melhor Atriz Mirim | [ 6 ] |
| 2005 | Troféu Comunicação | Melhor Atriz Mirim | [ 5 ] |